# Hypanthidioides luciae
Hypanthidioides luciae là một loài Hymenoptera trong họ Megachilidae. Loài này được Urban mô tả khoa học năm 1993.